# Parathalassitès
Le parathalassitès (en grec παραθαλασσίτης, parathalassitēs, « près de la mer ») est un fonctionnaire administratif et judiciaire byzantin qui contrôle le trafic maritime, les importations et les droits de douane sur les biens ainsi transportés,.

## Histoire
Bien qu'il y ait des parathalassitai dans les provinces, le plus important d'entre eux est celui de Constantinople, la capitale impériale. Les origines de la fonction sont obscures : une chronique anonyme attribue sa création à l'empereur Justinien Ier (r. 527-565). Il peut être considéré comme un équivalent grossier du comes riparum (« comte des rives ») et comes portus (« comte du port ») de Rome. Comme celui-ci, subalterne du préfet de Rome, il est un subalterne de l'éparque de Constantinople ; dans le Klētorologion de Philothée (899), son rang est ainsi relativement bas,.
La fonction gagne toutefois de manière évidente en importance aux XIe et XIIe siècles, comme l'attestent les dignités élevées (jusqu'à prōtoproedros et kouropalatēs) qui lui sont attachées dans les sceaux. Il est possible, comme le suppose Hélène Ahrweiler, qu'à la même période, la fonction prenne son indépendance (avec l'établissement d'un sekreton de la mer placé sous son autorité) par rapport à l'éparque, mettant le parathalassitēs sur le même pied que ce dernier et que le logothetēs tou genikou. Au XIIe siècle, plusieurs titulaires de la fonction sont attestés simultanément,.
La fonction n'est pas mentionnée dans le pseudo-Kodinos XIVe siècle.